# Margit Mária Bourbon–parmai hercegnő
Margit Mária Bourbon–parmai hercegnő (Parma, 1847. január 1. – Viareggio, 1893. január 29.)

## Élete
Margit Mária Teréza Henrietta 1847. január 1-jén, a Parmai Hercegségben, Luccában született, III. Károly parmai herceg és Lujza Mária Terézia francia hercegnő legidősebb gyermekeként és első leányaként. A szülők 1845. november 10-én házasodtak össze. (Anyai részről X. Károly francia király dédunokája volt.)
Apai nagyszülei: II. Károly, Parma hercege és Szavoyai Mária Teréza hercegnő
Anyai nagyszülei: Károly Ferdinánd, Berry hercege és Karolina nápoly-szicíliai hercegnő
Testvérei:
- Róbert (1848. július 9 - 1907. november 16.), aki 1869. április 5-én feleségül vette Mária Pia nápoly-szicíliai királyi hercegnőt, aki 12 gyermeket szült neki, majd 1882-ben Mária Antónia portugál infánsnőt vette feleségül, aki újabb 12 gyermekkel ajándékozta meg férjét.
- Alíz (1849. december 27 - 1935. november 16.), ő 1868. január 11-én nőül ment IV. Ferdinánd toszkánai nagyherceghez, akinek 10 gyermeket szült.
- Henrik (1851. február 12 - 1905. április 14.), ő kétszer nősült, első hitvese Mária Immakuláta nápoly-szicíliai hercegnő lett 1873. november 25-én, aki három hónappal később, 19 évesen meghalt. 1876. október 15-én ismét megházasodott, ezúttal Adelgunda portugál infánsnőt vette nőül, aki szintén nem szült gyermeket férjének, mind a 9 terhessége vetéléssel végződött.

1867. február 4-én hozzáment Károly spanyol infánshoz, Madrid hercegéhez (Carlos María de los Dolores de Borbón, 1848–1909), akinek öt gyermeket szült:
- Blanka (1868. szeptember 7 - 1949. október 25.), ő Lipót Szalvátor osztrák főherceg felesége lett 1889. október 24-én, a házasságból pedig 10 gyermek jött világra
- Hájme, Madrid hercege (1870. június 27 - 1931. október 2.), ő agglegényként és gyermektelenül halt meg,
- Elvira (1871-1929), ő soha nem ment férjhez, gyermeke azonban született,
- Beatrix (1874-1961), ő 1892-ben hozzáment Fabrizio Massimóhoz, Roviano hercegéhez,
- Alíz (1876-1975), ő kétszer ment férjhez, első hitvese Frigyes volt, Schönburg-Waldenburg hercege, akihez 1897-ben ment nőül, és gyermekük is született, de 1903-ban elváltak. Második férje Lino del Prete lett 1906-ban, akitől szintén született gyermeke.

Margit Mária 1893. január 29-én, 46 éves korában hunyt el, az Olasz Királyságban, Viareggio városában. Özvegye 1894. április 28-án feleségül vette a nála 20 évvel fiatalabb Berta de Rohan hercegnőt, házasságukból viszont nem született gyermek.